# 麥克·舒密特
麥克·傑克·舒密特（Michael Jack Schmidt，1949年9月27日—），前美國職棒大聯盟著名球員。500全壘打俱樂部成員，1995年入選美國棒球名人堂。

## 生平
舒密特生於1949年，是一名德國裔美國人，1971年被美國職棒費城費城人隊以第二輪第30順位選中，之後18年大聯盟生涯都在費城人隊度過，1989年宣布退休。舒密特曾8度獲得國聯全壘打王，生涯548支全壘打為大聯盟三壘手最高紀錄。舒密特生涯獲得的銀棒獎和金手套獎次數皆為史上第二，分別輸給另外兩位名人堂三壘手博格斯和羅賓森（不過銀棒獎是1980才開始頒發的，這時候舒密特已經在大聯盟打了8年，而博格斯是在1982年登上大聯盟）。
在當年的選秀會上，於第29順位被皇家隊選中的人是另外一位名人堂巨星布瑞特，他們後來都成為大聯盟70年代末期到80年代初期最出色的三壘手。兩個人的職業生涯有許多的共同點：他們都是以游擊手身分參加選秀，但因為陣容需要而轉任三壘手、兩人分別是1980年國聯和美聯的MVP（舒密特後來又贏得了兩次國聯MVP）、兩個人自選秀後直到退休都沒有離開過自己的球隊、更重要的是兩個人都各自帶領球隊拿下了隊史第一座冠軍（1980年費城人贏得世界大賽的對手還剛好是皇家隊）。由於兩人皆有出色成績，且在選秀會上是在相鄰的順位中選，兩個人時常被拿來比較，綜觀兩人的職業生涯，舒密特的數據要稍優於布瑞特，不過兩個人都毫無意外的在第一輪票選進入名人堂。
退休後曾於費城人隊小聯盟Clearwater Threshers擔任總教練，2009年世界棒球經典賽為美國隊教練團的一員。

## 榮譽
- 美國職棒大聯盟明星賽：1974、1976、1977、1979~1984、1986、1987、1989
- 蓋瑞格紀念獎：1983
- 世界大賽MVP：1980
- 國聯MVP：1980、1981、1986
- 國聯三壘手金手套獎：1976~1984、1986
- 國聯三壘手銀棒獎：1980~1984、1986
- 國聯全壘打王：1974~1976、1980、1981、1983、1984、1986
- 國聯打點王：1980、1981、1984、1986

## 外部連結
- 球員資訊和成績在MLB，ESPN，Baseball-Reference，Fangraphs，The Baseball Cube（英文）, or BaseballLibrary.com